# Voiture radiologique

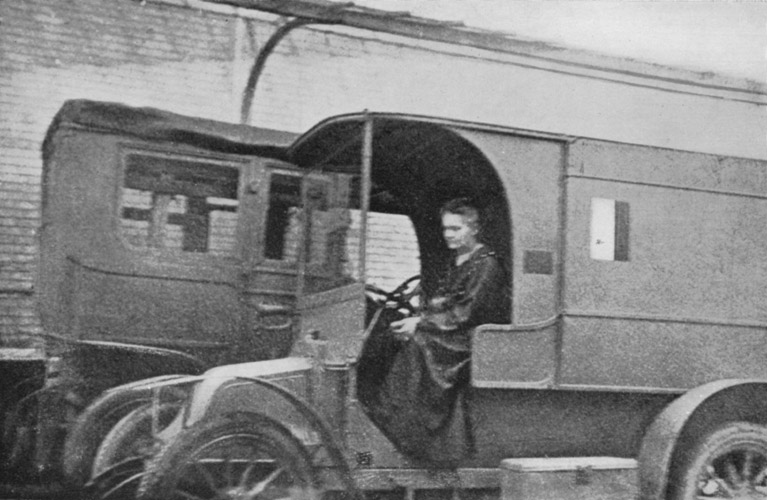
Marie Curie au volant de sa voiture radiologique.

Une voiture radiologique est un véhicule équipé d'unités mobiles de radiologie utilisé sur le front franco-belge lors de la Première Guerre mondiale.
Dix-huit de ces voitures, équipées par Marie Curie, sont surnommées « Petite Curie » à la suite de la parution de la biographie de Marie Curie par sa fille Ève en 1938.

## Historique

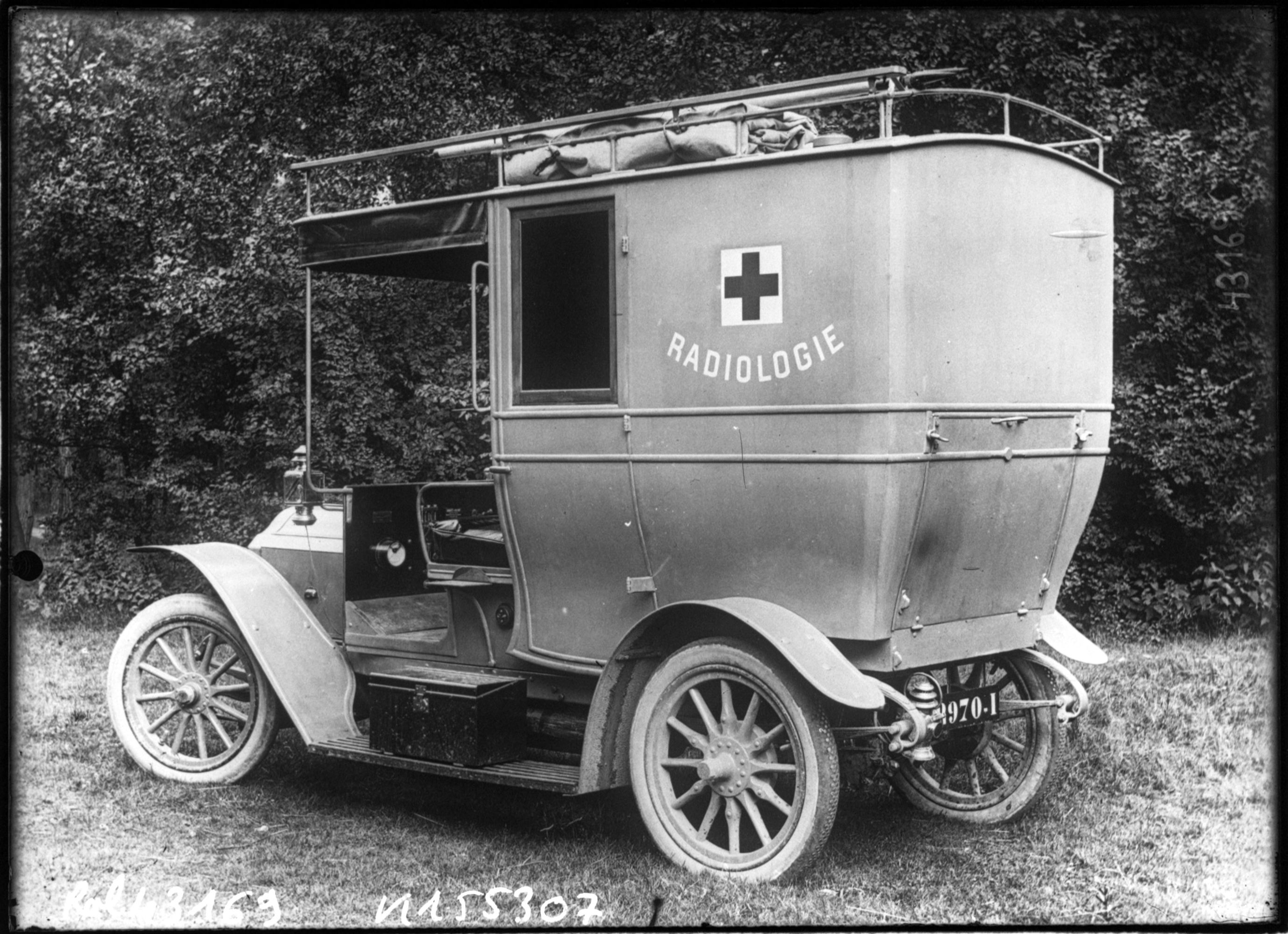
Voiture radiologique type Massiot.

Les premières voitures radiologiques sont testées avant guerre. M. Lesage conçoit un prototype testé en 1912. Le médecin principal Busquet et l'ingénieur Massiot construisent deux voitures sur châssis Lorraine, qui défilent le 14 juillet 1914. Dès fin août 1914, deux autres voitures sont équipées par l'ingénieur Gallot.
Claudius Regaud, directeur du pavillon Pasteur de l'Institut du radium (à ce titre, il est l'homologue de Marie Curie qui dirige le Pavillon Curie de l'Institut), est mobilisé le 6 août 1914 pour la Grande guerre comme médecin major de 2e classe. Chef d'une ambulance divisionnaire, il est chargé d'organiser l'hôpital d'évacuation de Gérardmer. C'est dans ces circonstances qu'il rencontre le médecin Henri Coutard (en) qui y assure la responsabilité des services de radiologie. Tous deux constatent les dégâts de la doctrine de l'évacuation systématique des blessés et du manque d'expérience des praticiens en radiologie (175 médecins radiologues affectés dans 21 postes de radiologie fixes loin du front) dont la discipline naissante permet de faciliter le repérage des projectiles (balles de shrapnel, éclats d'obus) et des lésions osseuses. Regaud est attaché à partir du 3 octobre 1915 au cabinet de Justin Godart, sous-secrétaire d'État de la Guerre, pour participer à la réforme du Service de santé des armées. Marie Curie, après être relevée de ses obligations universitaires pour participer à l'effort de guerre, développe à cette époque la radiologie de terrain, encouragée par les deux hommes.
Avec l'aide de la Croix-Rouge et d'Antoine Béclère, directeur du service radiologique des armées, Marie Curie, prix Nobel de physique et de chimie, participe à la conception d’unités chirurgicales mobiles de radiologie. Dix-huit camionnettes légères, achetées grâce à des dons privés ainsi qu'au Patronage national des blessés, sont équipées de matériel de radiologie et se rendent sur les fronts des différentes batailles qui ont opposé les armées françaises et allemandes, notamment lors de la bataille de la Marne, à Verdun et sur la Somme. Ces « voitures radiologiques », surnommées « petites Curie » par sa fille Ève en 1938, sont des véhicules de tourisme équipés d'appareils Röntgen avec une dynamo alimentée par le moteur du véhicule, pouvant donc se rendre au plus près des champs de bataille et ainsi limiter les déplacements sanitaires des blessés,. Elles permettent aussi de prendre des radiographies des malades, opérations très utiles pour situer plus précisément l'emplacement des éclats d'obus et des balles et faciliter les chirurgies.
Marie Curie arrive le 5 décembre 1914 avec une voiture de radiologie à l’hôpital militaire de Furnes (frontière franco-belge). Elle y reste une semaine avec sa fille Irène. Elle réalise environ trente missions ou voyages aux hôpitaux et ambulances du front, pour installation de postes radiologiques, examen de blessés et instruction de personnel, notamment dans la région de Furnes, Poperinghe, Dunkerque, Amiens, Lunéville, Verdun .
En 1916, Marie Curie obtient son permis de conduire. À l’Institut du radium, elle forme 150 aide-radiologistes.
Marie Curie a conçu 18 voitures radiologiques (sur 114 produites en France) et installé 250 (la fiche de Marie Curie indique 150) postes fixes de radiologie dans les hôpitaux. Elle indique avoir elle-même directement fait 1000 examens radiologiques,,.